# Sektor 2 (Bukareszt)
Sektor 2 – jednostka administracyjna, jeden z sektorów (sectoare) Bukaresztu.
W jego skład wchodzi północno-wschodni fragment centrum miasta oraz 8 dzielnic (cartiere) – Colentina, Iancului, Moșilor, Obor, Pantelimon, Ștefan cel Mare, Tei i Vatra Luminoasă.

## Polityka
Merem sektora jest Neculai Onțanu z Partii Socjaldemokratycznej. W 27-miejscowej radzie zasiadają członkowie 4 partii politycznych (dane z 2007): Partii Socjaldemokratycznej (13 radnych), Partii Demokratycznej (8), Partii Narodowo-Liberalnej (3) oraz Partii Nowej Generacji (3).